# Voluzijan
Gaj Vibij Voluzijan (latinsko Gaivs Vibivs Volvsianvs) je bil od novembra 251 do avgusta 253 mlajši cesar (caesar) Rimskega cesarstva in vladal skupaj s svojim očetom Trebonijanom Galom, * 230, Rimsko cesarstvo, † avgust 253, Interamna, Rimsko cesarstvo.
Po smrti cesarja Decija in njegovega sina in sovladarja Herenija Etruska v bitki z Goti pri Abritu junija 251 so legije za novega cesarja izvolile Trebonijana Gala. Novi cesar je za svojega mlajšega cesarja imenoval Decijevega mlajšega sina Hostilijana. Po Hostilijanovi smrti novembra 251 je mesto cezarja zasedel Voluzijan. Med kratko Galovo in Voluzijanovo vladavino je izbruhnila kuga, za katero nekateri trdijo, da je bila vzrok Hostilijanove smrti,  cesarstvo pa so napadli Sasanidi in Goti. Voluzijana so avgusta 253 skupaj z očetom ubili njuni lastni vojaki, ki so se prestrašili vojske uzurpatorja Emilijana, ki je korakala proti Rimu.

## Zgodovina
Voluzijan je bil rojen okoli leta 230 kot sin bodočega rimskega cesarja Trebonijana Gala. Očeta je za cesarja izvolila njegova vojska po smrti njegovih predhodnikov Decija in Herenija Etruska. Oba sta bila ubita v bitki z Goti pri Abritu julija 251. Trebonijan Gal je bil prisiljen z Goti skleniti mirovni sporazum, ki je bil po mnenju sodobnih zgodovinarjev "sramoten". Gotom je moral v zameno za mir obljubiti plačevanje davka.
Trebonijan Gal je po prihodu na prestol za svojega sovladarja (avgusta) imenoval Decijevega sina Hostilijana, s čimer je poskušal izboljšati javno mnenje o sebi. Sina Voluzijana je okoli julija 251 povišal v cezarja in ga poročil s Hostilijanovo sestro neznanega imena. Hostilijan je v nepojasnjenih okoliščinah umrl novembra 251. Avrelij Viktor in neznan pisec Epitome de Caesaribus trdita,  da je umrl zaradi kuge, medtem ko Zosim trdi, da so ga ubili na Trebonijanov ukaz. Trebonijan Gal ja po njegovi smrti novembra 251  povišal Voluzijana v avgusta. 
Voluzijan je bil izvoljen za konzula, leta 252 s Trebonijanom Galom in leta 253 z Valerijem Maksimom. Kuga je kasneje umorila tudi Hostilijana in opustošila Rim. Trebonijan Gal je med epidemijo postal dokaj priljubljen, ker je poskrbel za pokope umrlih, ne glede na njihov  družbeni položaj.
Med vladanjem Trebonijana Gala in Voluzija preganjanje kristjanov vi bilo tako ekstremno kot pod Decijem, čeprav je bil papež Kornelij leta 252 izgnan. Cesarja sta objavila samo dva reskripta.
Med njunim vladanjem so cesarstvo napadli Goti in Sasanidi. Cesarja ste se odločila, da se ne bosta osebno spopadla z njimi, in sta se odločila ostati v Rimu. Sasanidi so napadli leta 252, hitro osvojili Mezopotamijo in porazili Rimljanje v bitki pri Barbalisu v sedanji Siriji. Prodrli so vse do Antiohije in jo po daljšem obleganju osvojili. Goti so leta 253 napadli Spodnjo Mezijo, ker jim je novi guverner Emilijan  prenehal plačevati davek. Goti so se razdelili v dve skupini. Prva je napadla Spodnjo Mezijo in Trakijo, druga pa je napadla Malo Azijo in prodrla vse do Efeza. Emilijanu je uspelo pobiti veliko Gotov in jih pregnati preko Donave. Njegova zmaga je bila tako prestižna, da so ga njegovi vojaki spontano razglasili za cesarja.
Ko sta za izvolitev izvedela Trebonijan Gal in Voluzijan, sta na pomoč poklicala bodočega cesarja Valerijana, ki je branil cesarstvo na Renu. Emilijan je medtem na hitro odkorakal v Italijo in prišel v Rim pred Valerijanom. Oba cesarja so dva dni pred njegovim prihodom avgusta 251 v Interamni v Umbriji ubili njuni vojaki, ker so se bali spopasti z mnogo močnejšo Emilijanovo vojsko.. Kronografija ali Koledar za leto 354 pravi, da sta vladala dve leti, štiri mesece in devet dni.

## Denar
Voluzijan je koval dve vrsti zlatnikov (aureus). V prvi vrsti je bilo pet kovancev. Na njih je bil na prednji strani kovancev  upodobljen on sam, na hrbtni strani pa sedeča Aequitas (Pravičnost),  sedeča Aeternitas (Večnost), stoječ Apolon, Junona, sedeča v okroglem templju, ali stojeća Voctoria (Zmaga). Na drugih šestih kovancih je bil na prednji strani upodobljen on sam z žarkasto krono, na zadnji strani pa sedeča Concordia, ki je utelešala soglasnost v zakonu in družbi, stoječa Felicitas (Sreča), stoječa Libertas (Svoboda), stoječa Previdnost, stoječa Salus (Varnost) ali Virtus (bog hrabrosti in vojaške moči) s čelado na glavi. Na kovancih se je ob tradicinalnih napisih Romae aeternae (večni Rim) in  Pax aeternae (večni mir) občasno pojavljal tudi napis Saeculum novum (novo stoletje ali novi vek).

## Družinsko drevo
| predhodnik Decij Rimski cesar 249-251 ∞ Herenija Etruskila | predhodnik Decij Rimski cesar 249-251 ∞ Herenija Etruskila | predhodnik Decij Rimski cesar 249-251 ∞ Herenija Etruskila | predhodnik Decij Rimski cesar 249-251 ∞ Herenija Etruskila | predhodnik Decij Rimski cesar 249-251 ∞ Herenija Etruskila | predhodnik Decij Rimski cesar 249-251 ∞ Herenija Etruskila |  |  | Trebonijan Gal Rimski cesar 251-253 ∞ Afinija Gemina Bebijana | Trebonijan Gal Rimski cesar 251-253 ∞ Afinija Gemina Bebijana | Trebonijan Gal Rimski cesar 251-253 ∞ Afinija Gemina Bebijana | Trebonijan Gal Rimski cesar 251-253 ∞ Afinija Gemina Bebijana | Trebonijan Gal Rimski cesar 251-253 ∞ Afinija Gemina Bebijana | Trebonijan Gal Rimski cesar 251-253 ∞ Afinija Gemina Bebijana |  |  | naslednik Emilijan Rimski cesar 253 ∞ Kornelija Supera | naslednik Emilijan Rimski cesar 253 ∞ Kornelija Supera | naslednik Emilijan Rimski cesar 253 ∞ Kornelija Supera | naslednik Emilijan Rimski cesar 253 ∞ Kornelija Supera | naslednik Emilijan Rimski cesar 253 ∞ Kornelija Supera | naslednik Emilijan Rimski cesar 253 ∞ Kornelija Supera |  |  |  |  |  |  |  |  |
| predhodnik Decij Rimski cesar 249-251 ∞ Herenija Etruskila | predhodnik Decij Rimski cesar 249-251 ∞ Herenija Etruskila | predhodnik Decij Rimski cesar 249-251 ∞ Herenija Etruskila | predhodnik Decij Rimski cesar 249-251 ∞ Herenija Etruskila | predhodnik Decij Rimski cesar 249-251 ∞ Herenija Etruskila | predhodnik Decij Rimski cesar 249-251 ∞ Herenija Etruskila |  |  | Trebonijan Gal Rimski cesar 251-253 ∞ Afinija Gemina Bebijana | Trebonijan Gal Rimski cesar 251-253 ∞ Afinija Gemina Bebijana | Trebonijan Gal Rimski cesar 251-253 ∞ Afinija Gemina Bebijana | Trebonijan Gal Rimski cesar 251-253 ∞ Afinija Gemina Bebijana | Trebonijan Gal Rimski cesar 251-253 ∞ Afinija Gemina Bebijana | Trebonijan Gal Rimski cesar 251-253 ∞ Afinija Gemina Bebijana |  |  | naslednik Emilijan Rimski cesar 253 ∞ Kornelija Supera | naslednik Emilijan Rimski cesar 253 ∞ Kornelija Supera | naslednik Emilijan Rimski cesar 253 ∞ Kornelija Supera | naslednik Emilijan Rimski cesar 253 ∞ Kornelija Supera | naslednik Emilijan Rimski cesar 253 ∞ Kornelija Supera | naslednik Emilijan Rimski cesar 253 ∞ Kornelija Supera |  |  |  |  |  |  |  |  |
| Herenij Etrusk socesar                                     | Herenij Etrusk socesar                                     | Herenij Etrusk socesar                                     | Herenij Etrusk socesar                                     | Herenij Etrusk socesar                                     | Herenij Etrusk socesar                                     |  |  | Voluzijan socesar 251-253                                     | Voluzijan socesar 251-253                                     | Voluzijan socesar 251-253                                     | Voluzijan socesar 251-253                                     | Voluzijan socesar 251-253                                     | Voluzijan socesar 251-253                                     |  |  |                                                        |                                                        |                                                        |                                                        |                                                        |                                                        |  |  |  |  |  |  |  |  |